# ピースマシン
ピースマシン（英語: Peace Machine、フィンランド語:Rauhankone）とは、フィンランドのヘルシンキ大学のティモ・ホンケラ教授が提唱する、人工知能（AI）と平和を結びつける概念である。ピースマシンは、機械が言葉や感情を理解し、人間同士の相互理解を助けることで、争いをなくすことを目指す機械である。

## 概要
ピースマシンの考え方は、自然言語理解というAIの研究テーマを発展させたものである。自然言語理解とは、機械が人間の言語を理解する技術である。ピースマシンは、言葉だけでなく、言葉の背景や感情なども把握して、コミュニケーション時の誤解を減らすことを想定している。
ホンケラ教授は、ピースマシンのアイデアを2017年に著書「Rauhankone」（フィンランド語でピースマシンの意味）にまとめた。この本は、欧州を中心に大きな反響を集めた。海外ではこれに影響を受けた研究も始まっている。
ピースマシンは、AIやIoT（モノのインターネット）技術などを使って、人間の言葉や行動、身体の状態、生活環境、経験などに関係する膨大な情報を分析し、アドバイスを受けることができる機械である。ピースマシンは、人間がよくわからない相手に対して攻撃的になりやすいという心理を和らげることができる。ピースマシンは、人間が何かを考える時に過度に分類的な思考をすることで全体を見落としてしまうという問題も解決することができる。
ピースマシンは、国や地域の境界だけでなく、高齢者と若者の間などいろいろな境界を越えることができる機械である。 ピースマシンは、自分にどれだけ時間があるか考えてほしいというメッセージも伝える機械である。
2023年9月28日、フィンランドセンターは「AIとピースマシーン2.0」セミナーを六本木アカデミーヒルズで開催した。このセミナーでは、故ホンケラ教授のピースマシーンコンセプトに関連したテーマについて、日本とフィンランドの専門家が講演やパネルディスカッションを行った。 
ピースマシンは、AIの歴史を振り返ると、将棋や囲碁、ロボット、自動運転などさまざまなテーマで大きな目標が研究推進の原動力となってきたグランドチャレンジの一つである。ピースマシンは、AIを進化させるだけでなく、平和への貢献も目指す画期的な機械である。